# Nataša Osmokrović
Nataša Osmokrović (Zagabria, 27 maggio 1976) è un'ex pallavolista croata.
Giocava nel ruolo di schiacciatrice.

## Carriera
La carriera di Nataša Osmokrović inizia nel 1995, tra le file dell'HAOK Mladost, con cui si aggiudica il campionato croato. Nel 1996, fa il suo esordio in nazionale, con cui vince la medaglia d'argento al campionato europeo del 1997. Nello stesso anno, viene ingaggiata dalle Hisamitsu P. Springs. Un anno dopo, gioca nell'Okisu Toyobo, altra squadra del campionato giapponese. Nel 1998, va a giocare nell'Associação Desportiva Classista BCN, con cui si aggiudica la Coppa del Brasile.
Dopo aver vinto nuovamente la medaglia d'argento al campionato europeo del 1999, nella stagione 1999-2000, fa il suo esordio in Italia con la maglia del Centro Ester Pallavolo. Dopo il ritorno per anno in Brasile, al Vasco da Gama, è nuovamente in Italia, per giocare con la Virtus Reggio Calabria, che lascia a metà della stagione per giocare con la debuttante AGIL Volley, con cui raggiunge la finale dei play-off.
Resta inattiva per un anno tra il 2002 ed il 2003, riprendendo a giocare con la Chieri nella stagione 2003-04. Nel campionato successivo, gioca nell'Airone. Nella stagione 2005-06 viene ingaggiata dall'Asystel Volley di Novara, di cui diventa capitano e con cui vinse Supercoppa italiana nel 2005, una Coppa di Lega, una Top Teams Cup e una Coppa CEV; raggiunge anche un'altra finale scudetto nella stagione 2008-09 e una finale per il terzo posto in Champions League, dove vince il premio per la migliore ricezione.
Nel 2009 è stata ingaggiata dalla squadra turca del Fenerbahçe Spor Kulübü, con cui vince tutte le competizioni nazionali (campionato, Coppa di Turchia e Supercoppa turca), ma perde la finale di Champions League, dove viene premiata per il miglior servizio. Nel 2010 vince la Coppa del Mondo per club.
Nella stagione 2011-12 si trasferisce al Rabitə Bakı Voleybol Klubu, con la quale si aggiudica la Coppa del Mondo per club 2011 e il campionato. Nella stagione successiva viene ingaggiata dalla Ženskij volejbol'nyj klub Dinamo Moskva, ritirandosi al termine del campionato; tuttavia ritorna sui suoi passi e gioca col Volero Zürich la sola Coppa del Mondo per club, dopo la quale lascia definitivamente l'attività agonistica.

## Palmarès

### Club
- Campionato croato: 1

1995-96
- Campionato turco: 2

2009-10, 2010-11
- Campionato azero: 1

2011-12
- Coppa del Brasile: 1

1998-99
- Coppa di Turchia: 1

2009-10
- Supercoppa italiana: 1

2005
- Supercoppa turca: 2

2009, 2010
- Coppa di Lega: 1

2007
- Campionato mondiale per club: 2

2010, 2011
- Top Teams Cup/Coppa CEV: 2

2005-06, 2008-09

### Premi individuali
- 2008 - Champions League: Miglior ricevitrice
- 2010 - Champions League: Miglior servizio
- 2011 - Coppa del Mondo per club: MVP
- 2011 - Coppa del Mondo per club: Miglior realizzatrice
- 2011 - Coppa del Mondo per club: Miglior attaccante
- 2011 - Coppa del Mondo per club: Miglior ricevitrice